# Нефтяник-Укрнефть
«Нефтя́ник» (укр. «Нафтовик») — украинский футбольный клуб из Ахтырки, Сумская область. 
Основан в 1980 году; в период 2004–2020 назывался Нефтяник-Укрнефть (укр. «Нафтовик-Укрнафта»). 
Лучшее достижение в первенстве Украины — 12-е место в Чемпионате Украины по футболу 1992.

## История
Команда основана в 1980 году по инициативе администрации нефтегазодобывающего управления (сейчас НГДУ «Ахтырканефтегаз»). До 1982 года «Нефтяник» играл на первенство области. После чего, завоевав кубок области, начали принимать участие в первенстве Украины среди команд коллективов физкультуры. 
В 1985 году «Нефтяник» стал чемпионом УССР и, согласно регламенту, завоевал путевку во вторую лигу союзного первенства. Всего за 5 лет выступлений среди команд коллективов физкультуры «Нефтяник» сыграл 63 матча, 42 из которых выиграл, 6 раз сыграл вничью и 15 встреч проиграл. Разница забитых и пропущенных мячей 109:64.
Чемпионами стали:
- Вратари: Александр Ковалев и Борис Филатов;
- Защитники: Евгений Осипов, Владимир Ольшанченко, Василий Ермак (капитан команды), Виктор Мунтян, Виктор Попчук, Валерий Бойченко;
- Полузащитники: Сергей Фомин, Олег Земляной, Александр Довбий, Тарас Томич, Игорь Строганов, Виктор Яичник;
- Нападающие: Анатолий Ермак, Григорий Лазарко, Виктор Гальченко, Владимир Линке.
- Тренеры: Анатолий Коноплев и Владимир Попов.

Успешно выступала команда и во второй лиге первенства Союза. В год дебюта «Нефтяник» был девятнадцатым среди 28 команд, но уже в следующем сезоне занял шестое место. Затем, после двух лет спада, повторил своё достижение и выступил в финале Кубка Украины, где по сумме двух игр уступил житомирском «Полесью». А в сезон 1991 года занял первое место в своей зоне.
Первый чемпионат независимой Украины клуб начал в высшей лиге, но заняв 8-е место в Группе Б опустился в первую лигу. В первой лиге клуб стабильно занимал места в верхней части таблицы, но в сезоне 1999/00 занял 14 место и вылетел во вторую лигу. Там «Нефтяник» за несколько туров до завершения сезона уверенно занял первое место в своей группе и вернулся в первую лигу, продолжая занимать места в верхней части таблицы, а в сезоне 2003/04 даже занял третье место, отстав от второго «проходного» места лишь на 4 очка.
Однако в сезоне 2006/07 годов клуб занял-таки 1-е место и снова завоевал путевку в высшую лигу. Там, несмотря на ряд побед, в том числе сенсационной выездной победы 1-0 над чемпионом Украины «Динамо» (Киев), по результатам сезона 2007/08 годов клуб набрал на одно очко меньше чем ФК «Харьков», занявший «спасительную» 14 позицию, и снова опустился в первую лигу.
Вернувшись в первую лигу, клуб стал середняком турнира, не имея особых шансов на возвращение в элиту.
В сезоне 2017/18 команда заняла 15 строчку и вылетела во 2-ю лигу. Однако главный спонсор АО «Укрнефть» заявил, что больше не заинтересован в клубе и команда будет расформирована.
7 февраля 2020 года фарм-клуб "Нефтяника-Укрнефть" — «Нефтяник-2» был переименован в ФК "«Нефтяник» (Ахтырка). Спонсором команды продолжает выступать НГДУ "Ахтырканефтегаз" АО "Укрнефть". Почетным директором клуба стал Игорь Биленко, а главным тренером – Александр Сикун. В сезоне 2020 "Нефтяник" выступает в высшей лиге чемпионата Сумской области.

### Прежние названия
- «Нефтяник»  — 1980—2004
- «Нефтяник-Укрнефть»  — с 2004—2018
- «Нефтяник»  — 2020 — настоящее время

## Статистика
| Сезон   | Лига         | Место | Игры | Победы | Ничьи | Поражения | Заб./пропущенные | Очки | Кубок Украины       |
| ------- | ------------ | ----- | ---- | ------ | ----- | --------- | ---------------- | ---- | ------------------- |
| 1992    | Высшая       | 12    | 18   | 5      | 3     | 10        | 12−28            | 13   | 1/4 финала          |
| 1992/93 | Первая       | 3     | 42   | 22     | 10    | 10        | 73−41            | 54   | 1/16 финала         |
| 1993/94 | Первая       | 5     | 38   | 19     | 10    | 9         | 57−28            | 48   | 1/32 финала         |
| 1994/95 | Первая       | 5     | 42   | 23     | 3     | 16        | 69−51            | 72   | 1/128 финала        |
| 1995/96 | Первая       | 8     | 42   | 18     | 12    | 12        | 52−37            | 66   | 1/32 финала         |
| 1996/97 | Первая       | 5     | 46   | 25     | 6     | 15        | 76−43            | 81   | 1/32 финала         |
| 1997/98 | Первая       | 8     | 42   | 19     | 10    | 13        | 56−50            | 67   | 1/8 финала          |
| 1998/99 | Первая       | 8     | 38   | 16     | 9     | 13        | 45−40            | 57   | 1/32 финала         |
| 1999/00 | Первая       | 14    | 34   | 13     | 5     | 16        | 42−51            | 44   | 1/16 финала         |
| 2000/01 | Вторая ('В') | 1     | 30   | 24     | 3     | 3         | 65−20            | 75   | Не принимал участия |
| 2001/02 | Первая       | 7     | 34   | 13     | 10    | 11        | 35−32            | 49   | 1/32 финала         |
| 2002/03 | Первая       | 4     | 34   | 15     | 9     | 10        | 37−26            | 54   | 1/16 финала         |
| 2003/04 | Первая       | 3     | 34   | 17     | 11    | 6         | 52−33            | 62   | 1/16 финала         |
| 2004/05 | Первая       | 10    | 34   | 13     | 10    | 11        | 37−26            | 49   | 1/4 финала          |
| 2005/06 | Первая       | 4     | 34   | 17     | 7     | 10        | 50−35            | 58   | 1/16 финала         |
| 2006/07 | Первая       | 1     | 36   | 27     | 2     | 7         | 58−29            | 83   | 1/32 финала         |
| 2007/08 | Высшая       | 15    | 30   | 6      | 8     | 16        | 28−38            | 26   | 1/4 финала          |
| 2008/09 | Первая       | 12    | 32   | 11     | 11    | 10        | 41−42            | 41   | 1/32 финала         |
| 2009/10 | Первая       | 7     | 34   | 17     | 6     | 11        | 45−37            | 57   | 1/16 финала         |
| 2010/11 | Первая       | 14    | 34   | 10     | 11    | 13        | 40−44            | 41   | 1/8 финала          |
| 2011/12 | Первая       | 10    | 34   | 12     | 8     | 14        | 49−43            | 44   | 1/32 финала         |
| 2012/13 | Первая       | 5     | 34   | 15     | 9     | 10        | 39−31            | 54   | 1/32 финала         |
| 2013/14 | Первая       | 7     | 30   | 12     | 7     | 11        | 40−35            | 43   | 1/32 финала         |
| 2014/15 | Первая       | 12    | 30   | 10     | 10    | 10        | 32−34            | 40   | 1/16 финала         |
| 2015/16 | Первая       | 9     | 30   | 11     | 7     | 12        | 31−33            | 40   | 1/16 финала         |
| 2016/17 | Первая       | 6     | 34   | 15     | 9     | 10        | 47−29            | 54   | 1/4 финала          |
| 2017/18 | Первая       |       |      |        |       |           |                  |      | 1/32 финала         |

## Рекордсмены клуба
- Наибольшее количество матчей: Василий Ермак — 483 (1986—1998 годы)
- Наибольшее количество матчей в первенствах Украины: Алексей Грачёв — 260 (1992—2002 годы)
- Лучший бомбардир клуба: Алексей Грачёв — 65 голов